# Мороз Михайло Ілліч
Миха́йло Іллі́ч (І́лькович) Мороз (7 липня 1904, с. Пліхів, нині Тернопільського району — 27 вересня 1992, Нью-Йорк, США) — український галицький художник, також у діаспорі. Академік Римської Академії святого Луки (1980). Член Асоціації незалежних українських митців.

## Життєпис

### Ранні роки

Учні Мистецької школи разом із професором Олексою Новаківським у Космачі, 1927 рік. Сидять (зліва направо) — С. Гебус, М. Карп'юк, стоять — С. Луцик, М. Мороз, О. Новаківський, Г. Смольський, Б. Бобинський

Народився 7 липня 1904 року в селі Пліхів (нині Тернопільського району на Тернопільщині, Україна, тоді Королівство Галичини та Володимирії) в селянській родині.
Після закінчення народної школи і короткочасної участі як доброволець у Визвольних змаганнях за Українську державність в 1919 році (тричі хворів тифом і був важко поранений), завершив середню освіту у Львові. 1923 року вступив до Мистецької школи Олекси Новаківського. Часто бував у Космачі в Карпатах і перші його роботи, показані на студентських виставках, присвяченні саме зображенню природи цього краю.

### Навчання в Парижі
Після закінчення навчання в Мистецькій школі (1927) як стипендіат митрополита Андрея Шептицького навчався в Парижі у відомій Академії Жюльєна та Академії прикладних мистецтв (1928―1930). У Парижі він звернув на себе увагу професорів загальною культурою та артистизмом виконання. Пройшов курс монументального живопису, завершенням якого з'явилася фреска «Гуцулка» (гуцулка з писанками), яку залишили в Академії як зразок високої майстерності.
У Парижі перебував у товаристві молодих українських художників (Олексій Грищенко, Микола Глущенко, Василь Хмелюк, Святослав Гординський, В. Перебийніс), а також мав творчі контакти з відомими французькими майстрами, заприятелював з Анрі Матіссом, повчився в майстерні Антуана Бурделя. Матісс назвав Мороза поетом води й навіть придбав один його нормандський краєвид, захоплений передачею динамічної сили хвилі, що розбивалась об скелястий берег. Тоді Мороз разом з Гординським об'їздили всю Францію.

### Львівський період
Тривалий період самостійної праці розпочався в 1931 році поїздкою разом з учителем Олексою Новаківським до Італії (фінансував поїздку Мороз), побували в багатьох музеях. Після того не розлучалися до смерті учителя — 1935 року, але Мороз на все життя зберіг до Новаківського вдячну пошану і залишався вірним його творчому кредо.
З 1937 по 1939 рік Михайло Мороз проживав у Святоюрській палаті біля свого мецената митрополита Андрея Шептицького, на замовлення якого виконав чимало портретів духовенства (тоді був намальований портрет ректора Богословської Академії Йосифа Сліпого), та готувався розпочати виклади предмету аналогія мистецтва в Богословській Академії з осені 1939 року.
Період з 1927 по 1944 роки Мороз уважав для себе благословенним, бо це був час становлення і зростання його як художника: починаючи від ранніх, ще несміливих учнівських краєвидів «Річка Пістинька», «Водоспад», «Космач», до міцних формою і живописно схоплених шедеврів, як «Отець Ігумен Климент Шептицький», «Автопортрет», «Празник в Прокураві» і відзначена на виставці у Львові 1942 року картина «Сутінки», і завершуючи дорогим для нього твором «Материнство». Пізніше він так охарактеризував свій тодішній живопис:
|  | тоді я був ближчий до імпресіонізму, мене захоплював пленарний живопис, проте прагнув. щоб в тому, що змальовую з природи, відчувалася Україна. Я ж бо художник більше народний, сільський і не здібний бути ні французом, ані англійцем… |

1939—1949 роки були найважчим десятиліттям в житті художника. З приходом радянської влади він дивом уникнув розправи, а в часи німецької окупації врятувався лише завдяки втручанню добрих людей. У Космачі, де він проживав у тому часі, його майстерня була розграбована і знищена.

### Еміграція

#### Втеча до Німеччини
Напередодні другого приходу більшовиків Михайло Мороз з дружиною Іриною Гаврищук, з якою одружився в 1941 році (познайомився ще в часі ранніх поїздок до Космача, була дочкою місцевого ґазди) та сином Ігорем (нар. 1943) вирушив в еміграцію. Ніс на плечах скромний пожиток, десяток своїх картин та вцілілу від спаленої бібліотеки книжку «Ель Греко».
Спочатку з сім'єю опинився в Словаччині, а наступні 1945—1949 роки — у таборах для переміщених осіб у Баварії, зокрема в Регенсбурзі. На прожиття заробляв малярством і співом. Співав в еміграційному хорі «Сурма», а також багато малював: табірні міста Регенсбург, Віндсгайм, гори Альпи, Кеніґзе, річку Дунай.

#### Виїзд до США
У 1949 році родина Морозів емігрувала до США й оселилася в Нью-Йорку. Тут маляр став членом Об'єднання Митців Українців Америки і активно поринув у творче життя. У його живописі чітко визначилися два жанри, яким він віддавав перевагу: портрет і краєвид. Мороз був єдиним художником з діаспори, якого запрошували на американські та європейські виставки та неодноразово відзначали престижними нагородами (1951, 1958, 1961, 1965).
У 1967, 1972, 1973—1974 (перебував 13 місяців) і 1975 роках приїздив до Риму, де виконав шість портретів патріарха Йосифа Сліпого, проєкт вітражу для храму святих Сергія і Вакха і Жировицької ікони Матері Божої, три проєкти для мозаїчного оздоблення фронтону собору св. Софії, 45 краєвидів Риму та його околиць і п'ять натюрмортів.
На американському континенті у творчості Михайла Мороза з'явилися нові теми — пейзажі Гантеру, улюбленого місця поселення українських емігрантів, мотиви Катскілльських гір та узбережжя Атлантичного океану, пейзажі Колорадо. Скрізь він шукав пейзажних мотивів, які б нагадували йому краєвиди його Батьківщини. У той час остаточно викристалізовується зрілий малярський почерк Мороза — посилилися експресіоністичні тенденції. Він залюбки малював мастихіном, моделюючи форми природи цілим каскадом відкритих, дзвінких, насичених у кольорі мазків. Їх динаміка і ритм ніби оголюють сховані у природі її первісні рушійні сили.
Мистецтвознавець Дарія Даревич зауважує, що Михайло Мороз у своєму пізньому малярстві рухався в руслі абстрактного експресіонізму, який на той час домінував в Америці, таким чином вписуючи українське мистецтво у світовий контекст.
Життєвий шлях Михайла Мороза завершився 27 вересня 1992 року в його оселі на острові Стейтен-Айленд під Нью-Йорком. Похований митець на українському цвинтарі в Баунд-Бруку.

## Творча спадщина
За весь період творчості Михайло Мороз створив близько 3000 картин, з яких близько 800 ранніх малярських творів (і кілька тисяч рисунків), втікаючи на Захід, залишив в Україні. Чимало його творів було знищено у 1952 році під час «зачистки» фондів Національного музею у Львові під керівництвом Василя Любчика. Збереглися лише ті праці, що перебували в приватних колекціях. Значний мистецький спадок вдова передала Українському музею у Нью-Йорку.

### Картини
- «Космацький водоспад» (1926)
- «Космацька річка Пістинька» (1927)
- «Канал Ла-Манш» (Нормандія, 1929)
- «Портрет Митрополита Андрея Шептицького під час Служби Божої» (1937)
- «Материнство» (Космач, 1944)
- «Над річкою» (Берхтесгаден, 1948)
- «Полудень над Дунаєм» (Регенсбург, 1949)
- «Розцвілий сад при дорозі» (Глен-Ков, Нью-Йорк, 1950)
- «Високий водоспад» (Нью-Гемпшир, 1952)
- «Кетскільські гори» (1958)
- «Морський прибій. Буря» (Бар-Гарбор, Мен, 1961)
- «Українська церква в Гантері» (1963)
- «Фінал осені. Ріка Делівар» (1964)
- «Морський прибій» (1969)
- «Портрет Митрополита Андрея Шептицького. Молитва» (1972)
- «Вигляд на гору Монте Каво та місто Рокка ді Папа» (літо 1973)
- «Рожі на синьому тлі» (Рим, 15 жовтня 1973)
- «Церква св. Софії» (п'ять картин з 1973—1974 років)
- «Портрет Блаженнішого Патріярха Кардинала Йосифа Сліпого» (Рим, 1974)
- «Портрет Високопреподобної монахині матері Клавдії» (Рим, 1974)
- «В квітах. Монастир студитів в Кастель Ґандольфо» (1974)
- «Озеро Альбано. Кастель Ґандольфо» (Кастель Ґандольфо, 28 червня 1974)
- «Міст і замок св. Ангела у Римі» (Рим, 25 жовтня 1975)